# منظمة الأمير إدوارد للحقوق الإنجابية
تعتبر منظمة الأمير إدوارد للحقوق الإنجابية (PRRO) إحدى جماعات المصالح المتخصصة التي بدأت أول أنشطتها في تشرين الثاني 2011 م بحشد تثقيفي جماهيري فوق دستوري (متجاوزًا لقوانين الإقليم)، وذلك لمناصرة قضية إمكانية إجراء عمليات الإجهاض الجراحية داخل حدود مقاطعة جزيرة الأمير إدوارد. حيث لا تزال المقاطعة هي المقاطعة الكندية الوحيدة غير المسموح لها بإجراء مثل هذه عمليات الإجهاض الجراحية داخل أراضيها حتى يومنا هذا، بحيث تتم في مركز هاليفكس الطبي لإحدى المقاطعات المجاورة، بتمويل من برنامج جزيرة الأمير إدوارد للرعاية الصحية.
بتأييد ومساندة بعض الجماعات الأخرى من جميع أنحاء كندا للقضية المنشودة، عقدت المنظمة في 20 تشرين الأول 2012م الحشد الجماهيري الثاني للمطالبة بتحقيق هدفها الرئيسي للمطالبة بإمكانية إجراء عمليات الإجهاض داخل أراضي جزيرة الأمير إدوارد.
تأسست هذه المنظمة على أيدي بعض طلاب إحدى الكليات المحلية.

## نبذة
بعد أن تم إلغاء التجريم ضد عملية الإجهاض في كندا عام 1988، ووفقًا لقوانين الصحة، قامت جميع المقاطعات بتقديم التمويلات اللازمة لإجراء هذه العمليات في مستوصفات خاصة بها عدا مقاطعتي جزيرة الأمير إدوارد ونيو برانزويك، التي ظلت محدودة التمويل ومحصورة إجراء مثل هذه العمليات في المستشفيات العامة فقط.

## أهداف مستقبلية
كما هو الهدف الرئيسي والجوهري للمنظمة توفير إمكانية إجراء عمليات الإجهاض الجراحية داخل أراضي مقاطعة جزيرة الأمير إدوارد، فإنها لم تبد اعتراضها بعد عن الخدمات الصحية الأخرى المقدمة في المقاطعات المجاورة ضمن أنشطة برنامج جزيرة الأمير إدوارد للرعاية الصحية مثل الخدمات العلاجية لأمراض السرطان أو الخدمات الصحية المقدمة للأطفال.